# Ok Keub Hak Ab Ruk Khun Samee
Ok Keub Hak Ab Ruk Khun Samee (tailandés: อกเกือบหักแอบรักคุณสามี, inglés: My Husband in Law) es una serie de televisión tailandesa producida por Thong Entertainment y emitida por Channel 3 desde el 21 de abril de 2020, protagonizada por Prin Suparat y Nittha Jirayungyurn.

## Reparto

### Personajes principales
- Prin Suparat como Thianwat / "Thian"
- Nittha Jirayungyurn como Natarin / "Muey"

### Personajes secundarios
- Koy Rachwin Wongviriya como Yada
- Nut Devahastin como Pondech
- Duangta Toongkamanee como la madre de Thian
- Pear Pitchapa Phanthumchinda como Kawfang
- Jieb Lalana Kongtoranin como Kang
- Yong Armchair como Pariwat
- Freud Chatphong Natthaphong como Beer
- Saimai Maneerat Sricharoon como Mon
- Ohm Kanin Stanley como Kob
- Witsarut Himmarat como Nut
- Bo Thanakorn Chinakul como Toon

### Otros personajes
- Muay Angsana Buranon
- Paweenut Pangnakorn
- Mick Boromwuti Hiranyatithi
- Bow Benjawan Artner